# كارت فايتر
كارت فايتر (بالإنجليزية: Kart Fighter)‏، هي لعبة فيديو تايوانية غير مرخصة من شركة نينتندو اليابانية، صدرت اللعبة في الأسواق الشعبية سنة 1993، وتعمل على منصة فاميكوم.

## اقتباسات
تظهر العنوان الرئيسي للعبة مشابه للعبة سوبر ماريو كارت، والتي كانت تعمل على منصة سوبر فاميكوم، وأثناء اختيار الشخصيات باللعبة، أصبحت مواجهة الشخصيات مشابهة للعبة الشهيرة ستريت فايتر.